# Полиграфия и издательское дело
«Полиграфия и издательское дело» (укр. Поліграфія і видавнича справа) — советский, затем украинский периодический научно-технический сборник, учреждённый и издаваемый Украинской академией печати.
Издание основано в 1964 г. Язык издания украинский. В отдельных случаях статьи публикуются на английском, немецком, польском и русском языках.
Публикуются статьи, посвящённые проблемам издательско-полиграфического комплекса и книгораспространения.
В 1999 г. постановлением Высшей аттестационной комиссии Украины сборник учёных трудов «Полиграфия и издательское дело» включен в перечень специализированных изданий Украины, в которых могут публиковаться результаты диссертационных исследований на соискание учёных степеней доктора и кандидата технических наук.